# A21 (motorväg, Portugal)
A21, även känd som Autoestrada de Mafra, är en motorväg i Portugal som går sträckan Venda do Pinheiro - Ericeira, via Malveira och Mafra. 
Längden är 21 km.